# El Capulín (Jalisco)
El Capulín es una localidad del estado mexicano de Jalisco. Es parte del municipio de Tlajomulco de Zúñiga.

## Demografía
| Gráfica de evolución demográfica |
|                                  |

| Censo | Población |
| ----- | --------- |
| 1950  | 33        |
| 1960  | —         |
| 1970  | 503       |
| 1980  | 497       |
| 1990  | 485       |
| 2000  | 732       |
| 2010  | 8 724     |
| 2020  | 20 078    |